# Osiedle B (Tychy)
Osiedle B (zwane też Osiedlem Barbara) – tyskie osiedle położone w dzielnicy Śródmieście, zrealizowane w latach 1952–1959.

## Historia
Od 1952 r. prace nad planem generalnym miasta Nowego Miasta Tychy prowadzone były w „Miastoprojekcie” ZOR Warszawa pod kierownictwem Kazimierza Wejcherta oraz Hanny Adamczewskiej. Realizację osiedla B, podobnie jak w przypadku osiedla A, rozpoczęto jeszcze przed ostatecznym zatwierdzeniem planu generalnego miasta.

## Architektura i urbanistyka
Osiedle B o powierzchni 64 ha zaprojektowano dla około 14 500 mieszkańców.  Położone jest po południowej stronie potoku Tyskiego, naprzeciw Starych Tychów. W odróżnieniu od osiedla A, plan w znacznym stopniu uwzględniał stan istniejący (układ drogowy, rozproszone zespoły starej zabudowy). Efektem tego podejścia jest odrzucenie sztywnej geometrii na rzecz „miękkiego” przebiegu niektórych ulic, co nadało całemu założeniu kameralny charakter małego miasteczka. Centralnym punktem osiedla był plac Bolesława Bieruta (obecnie plac Krzysztofa Kamila Baczyńskiego) z charakterystycznymi świetlikami wieńczącymi dachy kamienic w jego południowej pierzei. W parterach budynków wokół placu skoncentrowano bogaty program usługowy, m.in. kino Andromeda. Zgodnie z zamysłem projektantów, plac Baczyńskiego wraz z położonym niedaleko rynkiem starego miasta, miał pełnić funkcję zastępczego śródmieścia dla mieszkańców zrealizowanych do tego czasu osiedli.
Zabudowa osiedla B to przede wszystkim 3- i 4-kondygnacyjne budynki, sytuowane obrzeżnie wzdłuż ulic, z dachami krytymi dachówką.
W sierpniu 2012 r. zaczęto przebudowę kina Andromeda by zbudować Pasaż Kultury Andromeda. Pracę zakończono w grudniu 2013 r. Aktualnie w pasażu znajduje się m.in. bar mleczny czy Galeria Sztuki Obok. 20 grudnia 2015 r. zorganizowano w nim pchli targ, na którym zbierano na Tyskie Schronisko Zwierząt.